# Livada (Satu Mare)
Livada (no passado chamada Șarchiuz; em húngaro: Sárköz, AFI: /ˈʃaːrkøz/; em alemão: Wiesenhaid) é uma cidade (oraș) do județ (distrito) de Satu Mare, na região histórica da Transilvânia, Roménia. Em 2011 tinha 6 773 habitantes e em 2016 estimava-se que tivesse 7 335 habitantes. A área administrada pela cidade tem 116,87 km², na qual se situam as aldeias de Adrian (Adorján), Dumbrava (Meggyesgombás) e Livada Mică (Sárközújlak).
Livada situa-se nas margens do rio Sărătura, afluente do Someș, no centro do distrito, na área de contacto entre a planície do Someș e as colinas de Codru. Encontra-se 19 km a sul da capital distrital Satu Mare.

## História
A primeira menção escrita da cidade data de 1270, como feudo da família Móric. A cidade fez parte do Principado da Transilvânia, que pertencia ao Reino da Hungria.
Quando foi formado o Império Austro-Húngaro, em 1867, o Principado da Transilvânia foi dissolvido e em 1876 o Reino da Hungria foi dividido em comitats (condados). Ardud foi então integrada no comitat de Szatmár (Szatmár vármegye). Durante a Segunda Guerra Mundial, entre 1940 e 1944, a cidade, como o resto da Transilvânia, foi ocupada pela Hungria, aliada da Alemanha Nazi, nos termos da Segunda Arbitragem de Viena. Nesse período a comunidade judaica local foi exterminada pelos nazis.

## Demografia
Segundo o censo de 2011, 59,5% dos habitantes eram etnicamente húngaros, 34,5% romenos e 3,1% ciganos. Em termos religiosos, 28,7% eram cristãos ortodoxos, 25,9% católicos romanos, 24,4% greco-católicos e 17,1% protestantes.
Em 1910, 96,9% da população era húngara e 2,6% romena. Em 1930 os húngaros eram 63,2%, os romenos 21,4%, os ucranianos 8,1%, os judeus 3,1%, os eslovacos 0,4% e os alemães 0,3%.
Em 2002, a distribuição de população pelas localidades da comuna era a seguinte:
- Livada — 5 056 habitantes
- Dumbrava — 1 115
- Adrian — 512
- Livada Mică — 321